# Joan I de Montfort
Joan I de Montfort (mort el 1249 a Xipre), fou comte de Montfort-l'Amaury de 1241 a 1249, fill d'Amaurí IV, comte de Montfort, i de Beatriu de Borgonya.
Es va casar el març de 1248 amb Joana de Châteaudun, dama de Château-du-Loir, filla de Geoffroy VI, vescomte de Châteaudun, i de Clemència des Roches, i va tenir:
- Beatriu de Montfort, comtessa de Montfort-l'Amaury († 1311), casada el 1260 a Robert IV de Dreux († 1282), comte de Dreux